# Yoshiaki Maruyama
Yoshiaki Maruyama (jap. 丸山 良明, Maruyama Yoshiaki; * 12. Oktober 1974 in Machida, Präfektur Tokio) ist ein ehemaliger japanischer Fußballspieler und heutiger -trainer.

## Karriere

### Spieler
Die Fußballkarriere des Yoshiaki Maruyama begann bereits in seiner Oberschulzeit. Von 1990 bis 1990 spielte er Fußball für die Teikyō-Oberschule (帝京高校, Teikyō kōkō) an welcher er zur Schule ging. Nach seinem erfolgreichen Abschluss, ging er auf die Waseda-Universität. Für diese spielte er ebenfalls Fußball. 1997 wechselte er in die J-League zu den Yokohama Marinos. In zwei Jahren kam er dabei nur auf 17 Einsätze und wechselte auf Leihbasis für ein Jahr zu Montedio Yamagata. Bei Montedio war er Stammspieler und ging 2002 zurück nach Yokohama. Dort konnte er sich erneut nicht durchsetzen. Sein persönlicher Durchbruch kam mit dem Wechsel zu Albirex Niigata. Er absolvierte für den Verein bis 2005 insgesamt 114 Spiele. Er traf dort auf Masahiro Fukasawa, welcher wie er selbst, später einmal in der Thai Premier League spielen sollte. 2006 unterschrieb er einen Vertrag bei Vegalta Sendai und brachte es dort auf gerade mal 14 Spiele in zwei Jahren. Auch der Wechsel zu dem unterklassigen Verein AC Nagano Parceiro konnte seiner Karriere nicht noch einmal Schwung verleihen. Im Alter von 35 Jahren ging er nach Thailand zum FC Chonburi um eine neue Herausforderung zu wagen. Nach einem Jahr in Chon BuriChonburi wechselte er Anfang 2010 nach Bangkok zum Singhtarua FC. Hier stand er bis Dezember 2011 unter Vertrag. Am 1. Januar 2012 beendete er seine Karriere als Fußballspieler.

### Trainer
Seit dem 1. Februar 2015 ist Maruyama bei Cerezo Osaka angestellt. Hier war er Co-Trainer der U18-Mannschaft sowie Co-Trainer der ersten Mannschaft. Die erste Mannschaft spielte 2016 in der zweiten Liga. 2017 war er Mitarbeiter im Nachwuchsleistungszentrum. Im Februar 2021 wurde er Leiter des Nachwuchsleistungszentrums.

## Erfolge

### Spieler

#### Yokohama Marinos
- Japanischer Ligapokalsieger: 2001

#### Chonburi FC
- Thailändischer Vizemeister: 2009